# إدوارد كارجيل
إدوارد كارجيل هو سياسي نيوزيلندي، ولد في 1823 في إدنبرة في المملكة المتحدة، وتوفي في 1903 في دنيدن في نيوزيلندا. انتخب عضو مجلس النواب النيوزيلندي ‏.